# I diari delle streghe - La prigioniera
I diari delle streghe - La prigioniera è il 2º libro della saga I diari delle streghe di Lisa J. Smith, pubblicato nel 1992 negli Stati Uniti e il 30 luglio 2009 in italiano. È la prima parte di The Secret Circle: The Captive.

## Trama
Cassie, ora minacciata da Faye, inizia a cercare il teschio di cristallo, per evitare che l'amica Diana scopra che è innamorata del suo ragazzo, Adam.
Approfittando dell'ospitalità di Diana, Cassie cerca l'oggetto in casa sua, ma non lo trova; grazie ad un sogno, però, capisce che è stato sotterrato nella sabbia della spiaggia vicina. 
 Dissepoltolo, la ragazza decide di non darlo a Faye, ma quest’ultima l'ha pedinata e quindi glielo sottrae, con l'intenzione di usarlo a breve. Cassie però la segue per controllare le sue mosse ed evitare il peggio.
Nella propria camera da letto, Faye evoca nuovamente l'energia malvagia, che così scappa di nuovo e, durante la festa di inizio anno, causa la morte di uno studente del loro liceo, Jeffrey Lovejoy, del quale Cassie trova il cadavere nelle caldaie della scuola, impiccato. 
 Insieme ad alcuni membri del Circolo, la giovane esce dalla scuola per cercare l'energia negativa e maligna, arrivando fino al cimitero locale, dove l'ombra oscura cerca di attaccare lei e Deborah.
Nel corso del libro, Cassie si lascia inoltre convincere dai gemelli Henderson a partecipare ad un furto di zucche e ad una gita a Salem dove, visitando il museo delle streghe, capisce che le persone uccise a New Salem sono state assassinate usando i metodi un tempo applicati sulle donne credute streghe.
Nonostante cerchino di impedirlo, Adam e Cassie si avvicinano più di una volta durante lo svolgimento della storia.

## Edizioni
- Lisa Jane Smith, I diari delle streghe. La prigioniera, Nuova Narrativa Newton, 2009,  p. 160, ISBN 978-88-541-1646-7.

- Lisa Jane Smith, I diari delle streghe. L'iniziazione - La prigioniera - La fuga - Il potere, Grandi Tascabili Contemporanei, 2010,  p. 512, ISBN 978-88-541-1990-1.